# Телевидение в Уругвае
Телевидение – одно из основных средств массовой информации Уругвая, наряду с радио.
Первая официальная трансляция состоялась 7 декабря 1956 года, когда «Sociedad Anónima Emisora de Televisión y Anexos» открыла первые трансляции «Canal 10» в муниципальной штаб-квартире Национальной телевизионной выставки Цилиндро.
В настоящее время в Уругвае есть пять открытых каналов с передачей на всю страну, из которых три являются частными и два - общедоступными. Это: «Canal 10», «Canal 4», «Teledoce», «Televisión Nacional Uruguay» и «TV Ciudad». Каналы Монтевидео имеют ретрансляторы в разных местах во всех департаментах страны. Кроме того, два из трех каналов с частным капиталом имеют сеть, транслирующую некоторые из их программ и репортажей.
Среди уругвайских кабельных телеканалов – универсальный «VTV», «Unión Continental Latinoamérica» (Canal UCL), «RTV» и «Cardinal TV», спортивный «VTV Plus» и «GolTV», культурный «A + V», «Maroñas TV» и «Charrúa Televisión», а также канал для конференций и форумов «Public Affairs». Между вещательными телевизионными станциями и кабельным телевидением, есть также около 50 местных каналов в департаментах внутренних дел страны.
В Монтевидео работают шесть абонентских телевизионных компаний: «TCC», «Nuevo Siglo», «Montecable», «Multiseñal», «DirecTV» и «Cablevisión». Во всех городах с населением более 3000 человек и в некоторых небольших также есть кабельное телевидение. «DirecTV», «Cablevisión» и TDH» (услуги TCC, продаваемые в сельских районах компаниями в каждом районе) являются единственными лицензированными компаниями спутникового телевидения, хотя также продаются и подпольные спутниковые антенны.

## История

### Начало
7 декабря 1956 года в Монтевидео, по инициативе «Sociedad Anónima de Radioemisoras del Plata» и «Национальной ассоциации уругвайских телерадиовещателей» были проведены первые открытые телетрансляции. 23 апреля 1961 года начал вещание «Monte Carlo Televisión» (Canal 4), принадлежащее «Grupo Monte Carlo», состоящей из радиостанций «Monte Carlo» и «Oriental».
В мае 1962 года в эфир вышла «Teledoce», сеть бесплатного вещания. И, наконец, 19 июня 1963 года в эфир вышел «Canal 5» «Официальной службы вещания, радиотелевидения и развлечений» (SODRE): это был первый канал, которому было дано разрешено на вещание, но по бюрократическим причинам он стал четвертым.
Позже, 26 мая 1966 года в эфир выйдет первый внутренний и пятый каналы – «Canal 12» во Фрай-Бентосе. В 1969 году в эфир выйдет первый внутренний общественный канал – «Canal 8».
В отличие от других стран, тендеры на частные каналы никогда не проводились, что приводило к отсутствию регулирования и истечению срока действия лицензий, а также к выплате вознаграждения за использование частот, принадлежащих государству Уругвай.
Включение видеозаписи в 1962 году изменило уругвайское телевидение, поскольку оно позволило ему чередовать прямые трансляции с местными и международными записями.

### Появление цветного телевидения
Цветное телевидение на регулярной основе появилось 25 августа 1981 года. Цветное вещание началось в 1980 году во время  Золотого кубка чемпионов мира по футболу для зарубежных передач. Начало регулярных цветных передач совпало с годовщиной провозглашения независимости Уругвая. Однако за несколько месяцев до этого экспериментальные цветные трансляции были разрешены в центральные часы каждого канала. Использовался стандарт PAL-N, такой же, как в соседних странах, Аргентине и Парагвае.

### Создание новых открытых каналов
25 августа 1981 года, в день появления цветного телевидения, был запущен канал «La Red». Первоначально его создание было запланировано де-факто правительством, правившим страной с 1970-х годов, назвав его частной телевизионной сетью, поскольку режим военной диктатуры также располагала возможностью иметь сеть общественного телевидения за пределами «Canal 5», который в то время принадлежал «SODRE».
Пятнадцать лет спустя, 1 сентября 1996 года, «TV Ciudad» был запущен под названием «Channel 24».

### Платное телевидение
В начале 1990-х правительство Луиса Альберто Лакалье предоставило экономическим группам каналов 4, 10 и 12 в Монтевидео телевизионную лицензию для подписчиков в столице и по всей стране на частные внутренние каналы.
Владельцы частных каналов 4, 10 и 12 вместе с иностранным капиталом и предпринимателями сформировали компанию «Equital», которая предоставляет инфраструктуру для своих соответствующих кабельных компаний («Montecable», «TCC» и «Nuevo Siglo»), а также совместного кабельного оператора «Multiseñal» и многочисленным провайдерам кабельного телевидения внутри страны, продающим пакеты каналов. Другие поставщики телевидения для подписчиков остались независимыми и сформировали «Уругвайскую телевизионную палату для подписчиков», которая также имеет свои собственные награды и собственный телеканал.
В 1995 году, после появления платного телевидения, эти компании начали прокладывать подземные кабели в Монтевидео. Муниципалитет Монтевидео по соглашению с указанными компаниями решает не взимать плату за указанную установку при условии, что они предоставят сигнал для создания общественного канала в Монтевидео. В 1996 году в эфир вышел «Canal 24», впоследствии названный «Teve Ciudad».
В 2001 году был открыт рынок спутникового телевидения. а в 2003 году к нему присоединилась многонациональная компания «DirecTV».
В 2003 году появилось 2 кабельных телеканала: «VTV», принадлежащий компании «Tenfield», занимающейся правами на телевидение, и «TV Libre», принадлежащей «Multimedio La República», которая в 2012 году приняла нынешнее название «RTV».

### Появление цифрового телевидения
27 августа 2007 г. правительство Уругвая издало указ о принятии стандартов DVB-T и DVB-H.
Цифровое телевидение в Уругвае появилось в 2012 году. Было принято решение о внедрении стандарта открытого телевидения ISDB-Tb, хотя ранее в 2008 году было решено использовать DVB-T. С 2013 года кабельные операторы внутри страны начинают внедрять цифровой DVB-C в свои абонентские системы.
В 2015 году, после появления Открытого цифрового телевидения – «TV Ciudad» стал открытым каналом.
В период с 2013 по 2019 год в «DirecTV» входили: «Canal 4», «TNU», «Teledoce», «Canal 10» и «TV Ciudad». В марте 2018 года для кабельных операторов были выпущены HD-сигналы каналов 4, 5, 10, 12 и «TV Ciudad».

## Телевизионные каналы

### Бесплатные телеканалы
Самые важные бесплатные телеканалы Уругвая расположены в столице страны Монтевидео. Единственная сеть с международным покрытием - «TV Ciudad», которая также транслируется в Чили и Аргентине (только в платном сигнале).
| Лого | Каналы                      | Программирование | Слоган                       | Начало передач  | Владелец                                       | Оператор                                             | Охват        | Веб-сайт                    |
| ---- | --------------------------- | ---------------- | ---------------------------- | --------------- | ---------------------------------------------- | ---------------------------------------------------- | ------------ | --------------------------- |
|      | Canal 10                    | Универсал        | Уругвайский канал            | 7 декабря 1956  | Grupo Fontaina - De Feo (Частный)              | Sociedad Anónima de Emisoras de Televisión y Anexos  | Национальный | Canal 10                    |
|      | Canal 4                     | Универсал        | Я живу для тебя              | 23 апреля 1961  | Grupo Monte Carlo (Частный)                    | Grupo Monte Carlo (Частный)                          | Национальный | Canal 4                     |
|      | La Red                      | Универсал        | Что ты хочешь увидеть        | 25 августа 1981 | Grupo Monte Carlo (Частный)                    | Grupo Monte Carlo (Частный)                          | Национальный | La Red                      |
|      | Teledoce                    | Универсал        | Волнение от совместной жизни | 2 мая 1962      | Grupo Disco (Частный)                          | Sociedad Televisora Larrañaga                        | Национальный | Teledoce                    |
|      | Televisión Nacional Uruguay | Универсал        | Оно растет                   | 19 июня 1963    | Televisión Nacional del Uruguay (Общественный) | Servicio de Comunicación Audiovisual Nacional        | Национальный | Televisión Nacional Uruguay |
|      | TV Ciudad                   | Универсал        | Соединять                    | 1 сентября 1996 | Intendencia de Montevideo (Общественный)       | Servicio de Información y Comunicación de Montevideo | Национальный | TV Ciudad                   |